# Gerard van Bylaer
Gerard van Bylaer (Barneveld, 1553 - Amsterdam, 1617) was een Nederlandse medailleur.
Van Bylaer werd geboren in Barneveld in een familie van drukkers. Zijn broer Wolfaert werd juwelier in Amsterdam en vestigde zich als graveur in Dordrecht. Gerard begon als stempelsnijder aan de Munt te Harderwijk en werd op 16 juli 1580 aangesteld tot stempelsnijder aan de Munt te Dordrecht. Zijn zonen Jacob en Willem traden in zijn voetsporen als graveur en Willem werd later muntmeester in Dordrecht. Hij staat bekend om zijn jetons en medailles ter herdenking van verschillende nationale gebeurtenissen in zijn tijd.

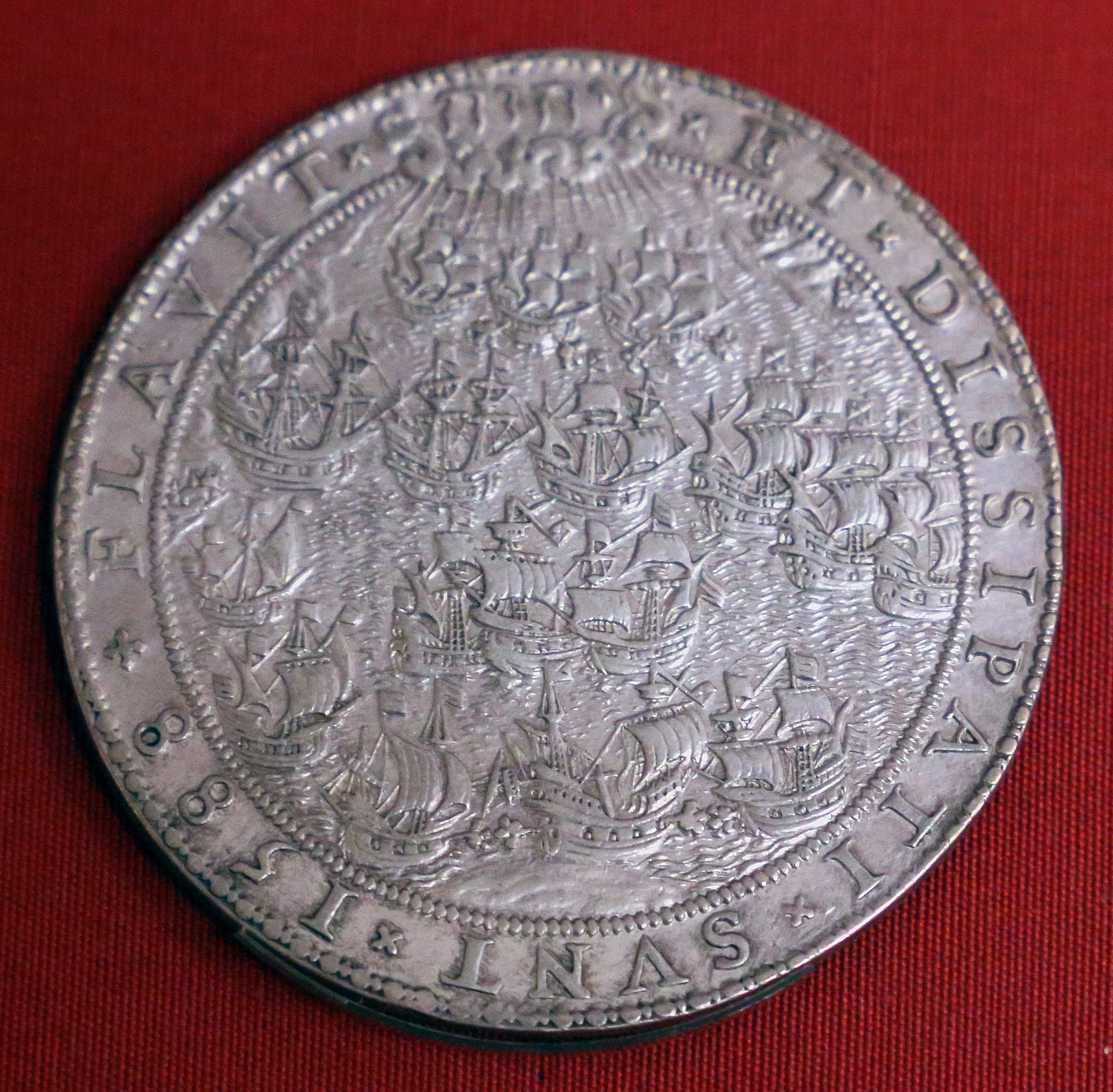
1588: Zeeuwse munt ter ere van God en Maurits van Oranje voor het leveren van de Verenigde Provinciën van de Spaanse Armada.
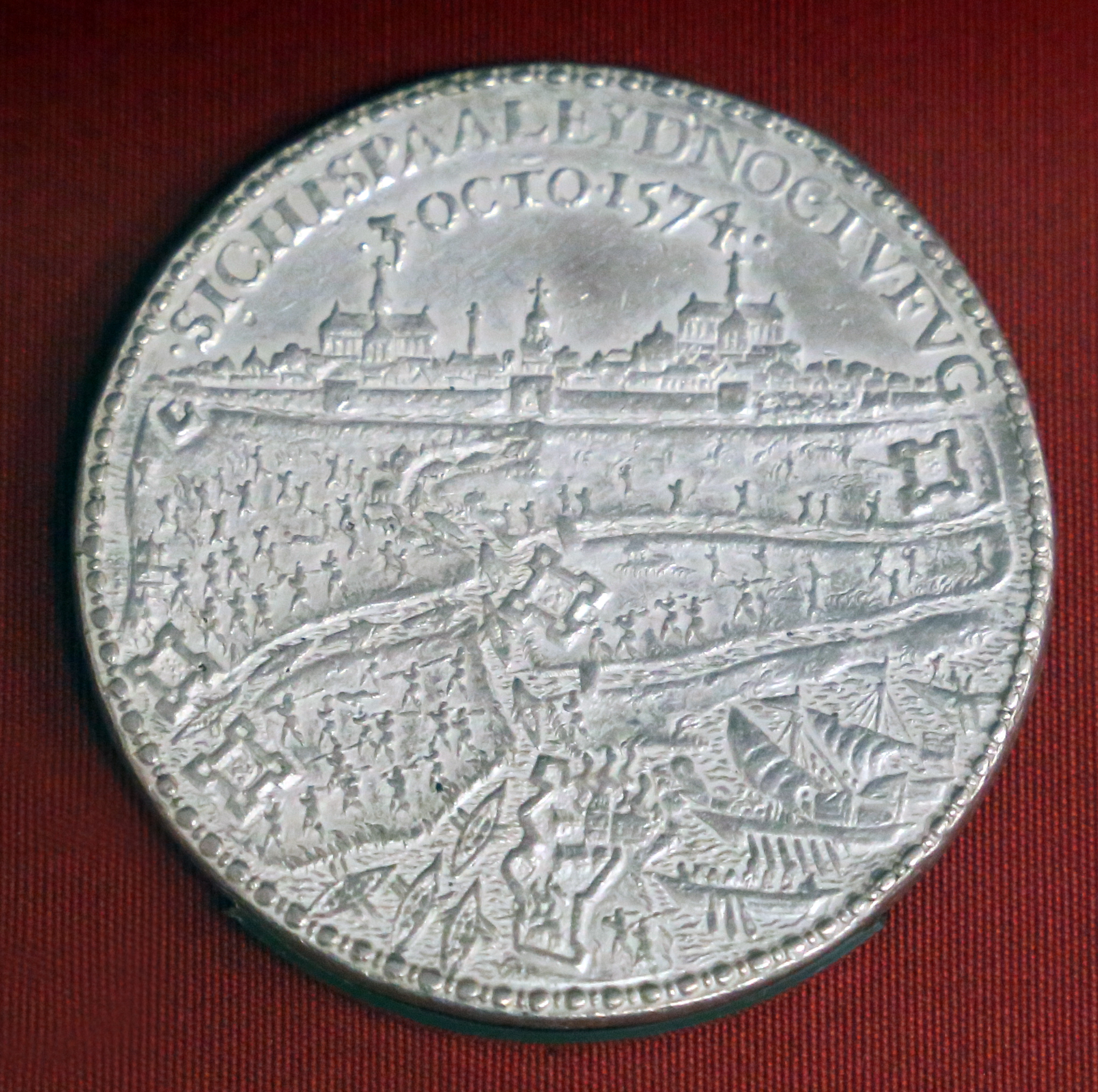
1574: medaille ter herdenking van het Beleg van Leiden
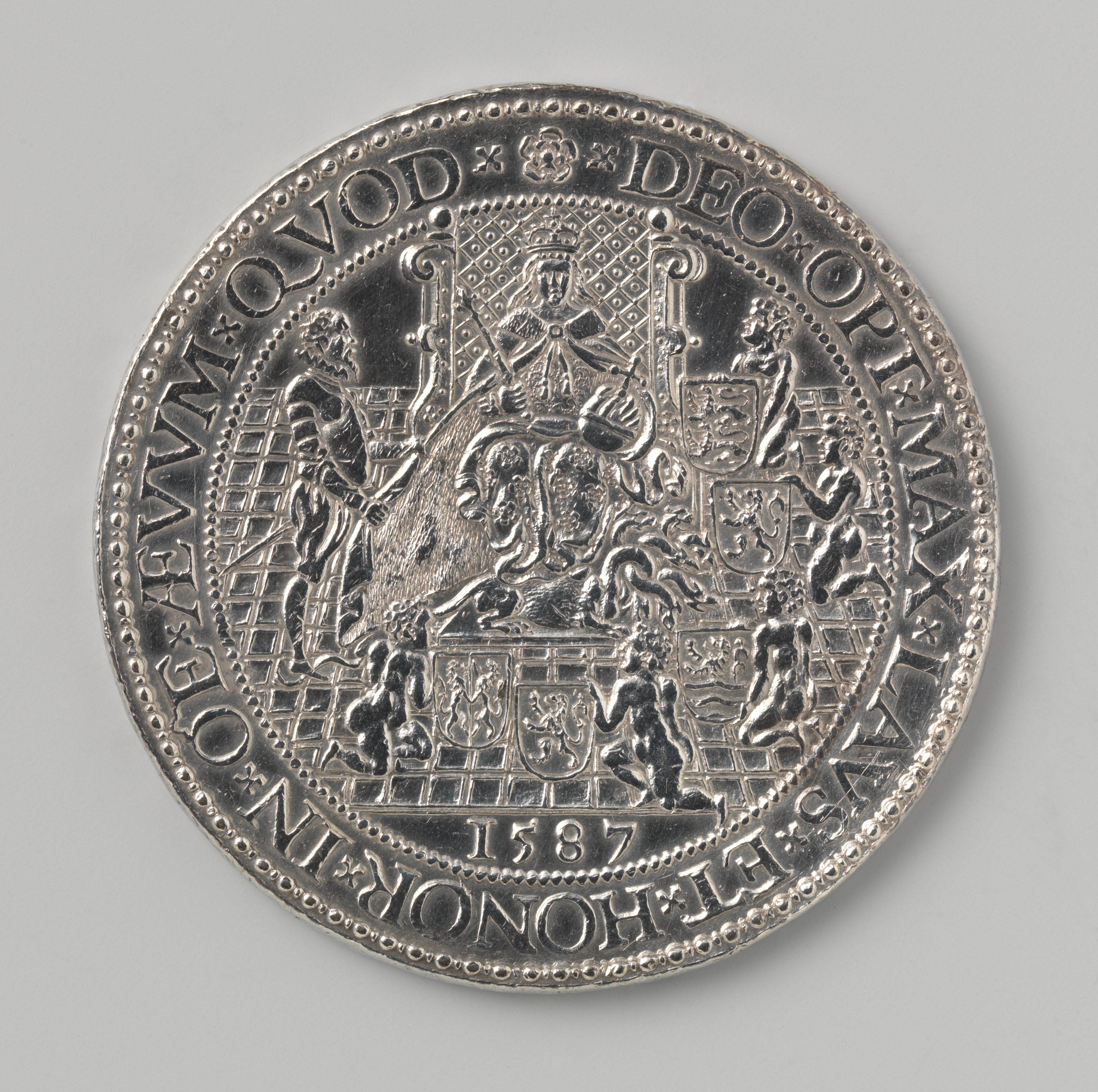
1587: medaille ter nagedachtenis aan Elizabeth I met scepter en bol, een draak vertrappend, met Robert Dudley, 1e graaf van Leicester, de gouverneur-generaal van de Verenigde Provincies, aan haar rechterkant. Vijf cherubijnen houden de wapens van de Verenigde Provincies vast
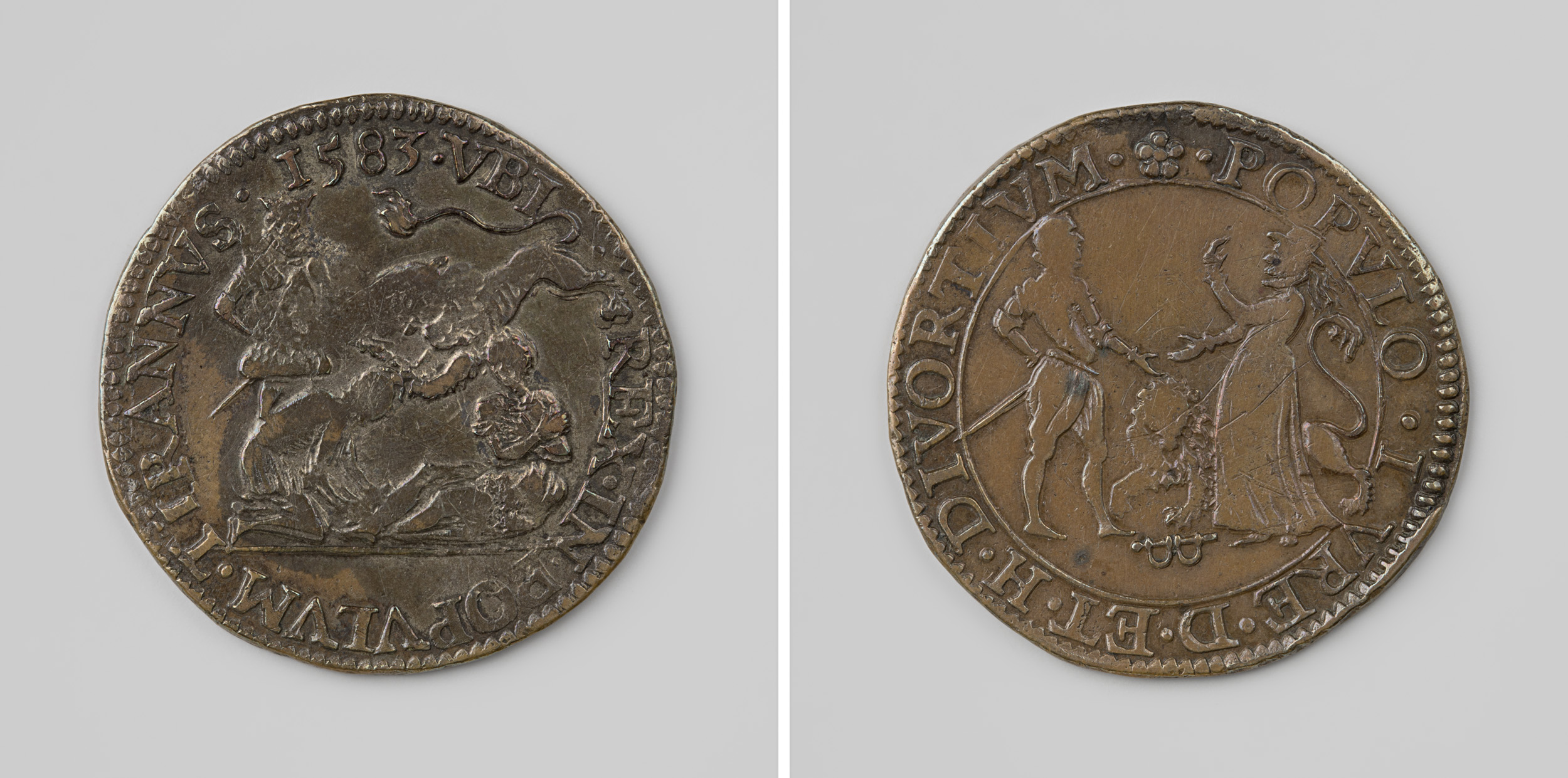
1583: Jeton herdenkt de afzwering door de Staten-Generaal van Filips II, koning van Spanje als landsheer der Nederlanden
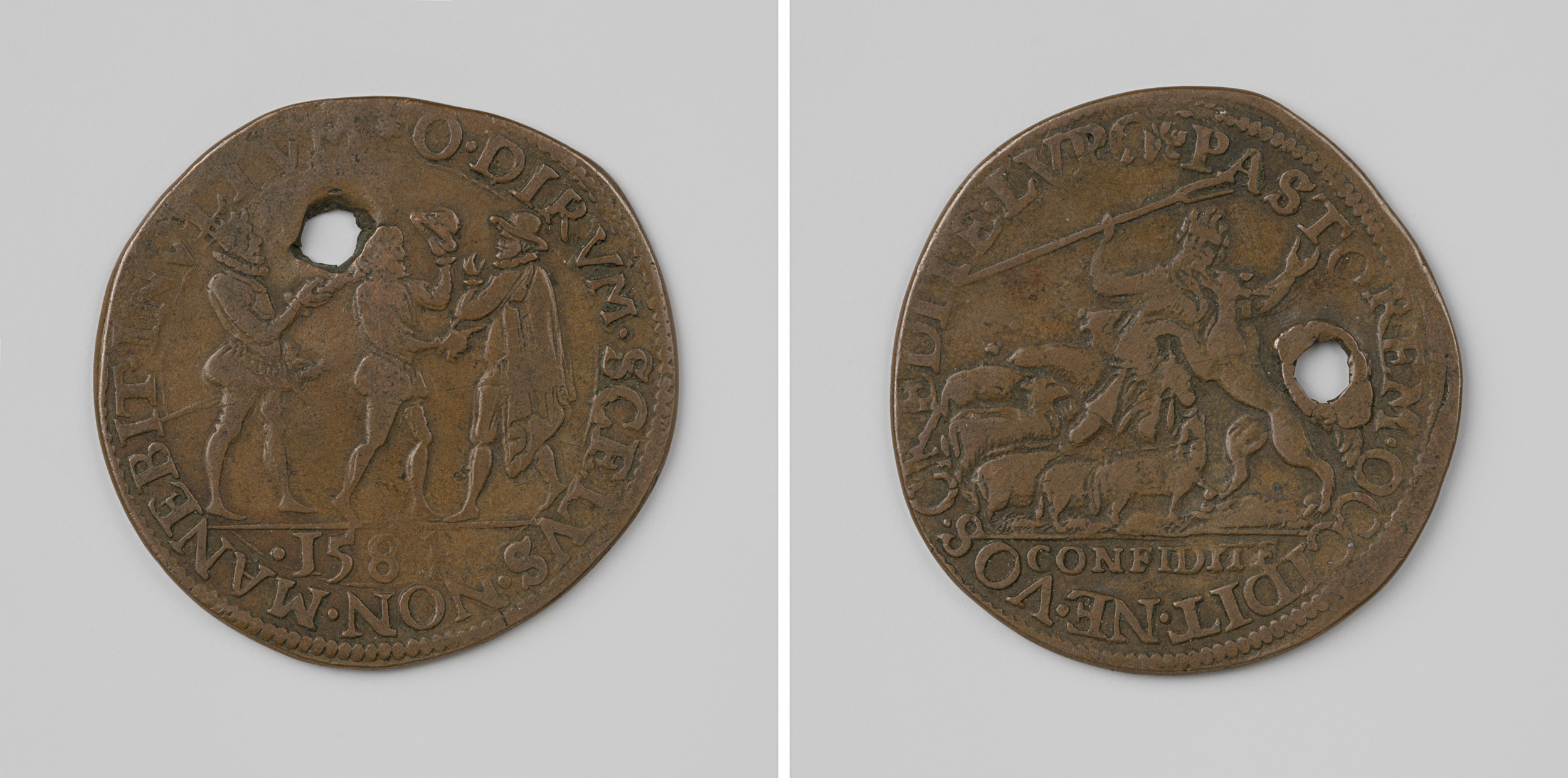
1584: Jeton (met geslagen gaten) die de moord op Willem van Oranje herdenken